# Staré nádraží (Novi Sad)
Staré nádraží se nacházelo v Novém Sadu v místní části Liman, na dnešní adrese Vojvođanska 5. V současné době je původní staniční budova využívána jako budova pošty.
Budova pochází z roku 1882 a byla vystavěna pro potřeby trati Subotica–Bělehrad. Vznikla podle projektu nejmenovaného architekta, s prvky typickými pro tehdejší rakousko-uherská nádraží. Provoz nádraží byl zahájen nicméně až na jaře 1883. Od roku 1901 bylo obsluhováno koňskou tramvají a později i tramvají elektrickou. 
Nádraží bylo umístěno několik kilometrů od tehdejšího centra, nová spojnice středu města a nádraží vedla přes náměstí Trg Mladenaca a dnešní ulici Železnička. V první polovině 20. století bylo modernizováno,[zdroj?] původní fasáda dostala funkcionalistický ráz.
Během druhé světové války, v roce 1941, došlo po okupaci města v blízkosti nádraží k řadě přestřelek a poprav místního obyvatelstva ze strany okupační maďarské správy.
Nádraží bylo zrušeno v roce 1958 souvislosti s přestavbou místního železničního uzlu a přemístění nádraží o 2,5 km severněji na okraji Bulevaru Oslobođenja.